# أندريه باتروي
أندريه باتروي (بالرومانية: Andrei Pătrui)‏ مواليد 1 يوليو 1996 في رومانيا، هو لاعب كرة مضرب روماني بدأ مسيرته كمحترف سنة 2013 يلعب باليد اليمنى ويحتل حالياً المرتبة 0 في تصنيف رابطة محترفي كرة المضرب. أعلى تصنيف له في الزوجي كان المركز الـ 941 في سنة 2013.

## روابط خارجية
- أندريه باتروي على موقع رابطة محترفي التنس (الإنجليزية)
- أندريه باتروي على موقع الاتحاد الدولي لكرة المضرب (الإنجليزية)
- أندريه باتروي على موقع خلاصة التنس.كوم (الإنجليزية)